# Колфонд
Колфонд — поселок в Коношском районе Архангельской области. Входит в состав Коношского городского поселения.

## География
Находится в юго-западной части Архангельской области на расстоянии приблизительно 5 км на юго-запад по прямой от административного центра района поселка Коноша у одноименного остановочного пункта на железнодорожной линии Москва-Архангельск.

## История
Упоминался с 1927 года. Железнодорожный разъезд (позднее обгонный пункт и остановочный пункт) открыт в 1929 году.

## Население
Численность населения: 19 человек (русские 100 %) в 2002 году, 8 в 2010.